# Greve Duckula
Greve Duckula (engelska: Count Duckula) är en brittisk tecknad TV-serie som producerades i 65 avsnitt åren 1988-1993, och ursprungligen sändes i ITV. Den visades i TV3:s Barntrean under slutet av 1980-talet och början av 1990-talet.
Greve Duckula dök för första gången upp i serien Dundermusen på TV. Greve Duckula utgavs även som serietidning, dock endast tre nummer på svenska.

## Handling
Historien om Grevarna Duckula som visas i öppningssekvensen i varje avsnitt handlar om ett släkte med vampyrankor som i århundraden har spridit skräck i den transsylvanska landsbygden. Dessa ankor kunde bara förgöras genom att utsättas för solljus eller genom att få en påle körd genom hjärtat. Detta räckte dock inte för att få kål på dem utan de kan fortfarande återupplivas genom en ritual. Men den senaste reinkarnationen gick inte som planerat då grevarna Duckulas betjänt Igor av misstag använde tomatketchup istället för fladdermusblod vid ritualen.
Resultatet av den ovan nämnda ritualen blev en vegetarisk vampyr, Greve Duckula, som hellre festar på en morot än offrets hals. Detta är motsatsen till vad Igor är van med, i och med att han har tjänat familjen i århundraden.
Tillsammans med greve Duckula, hans betjänt Igor och greve Duckulas barnpiga som heter Farmor (Nanny i de engelska serierna) så reser de världen runt och är med om flera olika äventyr. Nästan alla avsnitt handlar om hur Greve Duckula ska bli rik och berömd då han anser sig själv vara en född stjärna inom showbusiness. Många avsnitt involverar även Greve Duckulas ärkefiende Doktor Von Goosewing som försöker förgöra greve Duckula så som hans släkte har gjort i generationer.

## Figurer
Greve Duckula: En "vegetarisk" vampyranka som inte tål att se blod. Hans favoritgrönsak är broccoli, gärna på en broccolimacka. Duckula har lätt till panik, och löser ofta sina problem genom att fly. Han älskar att spela munspel, och ibland även banjo. Han har stora drömmar om rikedom och berömmelse, men sällan går saker och ting som han vill. Han har också en varulv som heter Towser som man aldrig får se.
Igor: Butler till Duckula och försöker göra Duckula till en "riktig" vampyr, och vet det mesta om Duckulas familj då han har tjänat dem i generationer. Han är extremt besviken på den unge grevens motvillighet att gå i sina förfäders fotspår, men är ändå väldigt lojal.
Farmor: Hushållerska, och trogen tjänarinna åt greven. Farmor är långt ifrån smart, men hon är oerhört stark. Hon är gammal och har ett extremt dåligt minne. Hon är välvillig och snäll, och gör vad som helst för Duckula, som hon kallar "Ducke-ponken". Hon verkar ha en bruten arm då hon går med armen i en linda som är fäst runt halsen. Ur lindan kan hon plocka fram nästan vad som helst. Hon glömmer oftast att använda dörrar, och går därför rakt igenom väggar. Hon kramar gärna Duckula, som mest tycker det är obehagligt, då hon är så otroligt stark. I en del avsnitt visar hon sig vara karltokig.
Doktor Von Goosewing: Doktor Von Goosewing är Duckulas ärkefiende och tillbringar all sin tid på att försöka utrota den sista ättlingen i släktet Duckula. Han är fullständigt galen, och har inte förstått att den Greve Duckula som lever inte är som sina förfäder utan är helt ofarlig för allt som inte växer i jorden. Han har en osynlig assistent, Heinrich, som bara finns i hans fantasi. I Marvels serier om Duckula, har doktor Von Goosewing ett syskonbarn, en flicka vid namn Vanna, som blir Duckulas stora kärlek.
Stanislav & Dimitri: Två mekaniska fladdermöss i Duckulas gökklocka. De deltar sällan i handlingen, men kommenterar ofta det som sker, med cyniska kommentarer

## Avsnitt

### Säsong 1 - 1988
- 1. No Sax Please - We're Egyptian
- 2. Vampire Vacation
- 3. One Stormy Night
- 4. Transylvanian Homesick Blues
- 5. Restoration Comedy
- 6. Mutinous Penguins
- 7. Dr. Von Goosewing's Invisible Ray
- 8. Down Under Duckula
- 9. All in a Fog
- 10. Castle Duckula: Open to the Public
- 11. The Ghost of McCastle McDuckula
- 12. Igor's Busy Day
- 13. Autoduck
- 14. The Vampire Strikes Back
- 15. Hardluck Hotel
- 16. The Hunchbudgie of Notre Dame
- 17. Dear Diary
- 18. Rent a Butler
- 19. Jungle Duck
- 20. Mobile Home
- 21. A Fright at the Opera
- 22. Dr. Goosewing and Mr. Duck
- 23. Town Hall Terrors
- 24. Sawdust Ring
- 25. Duck and the Broccoli Stalk
- 26. Family Reunion

## Säsong 2 - 1989
- 27. Ghostly Gold
- 28. Ducknapped
- 29. The Lost Valley
- 30. Incredible Shrinking Duck
- 31. Hi-Duck
- 32. Prime-Time Duck
- 33. Bloodsucking Fruit Bats of the Lower Amazon
- 34. The Count and the Pauper (I Don't Wanna Work on Maggots Farm No More)
- 35. In Arctic Circles
- 36. Transylvanian Take-Away
- 37. Who Dunnit?
- 38. No Yaks Please Were Tibetan
- 39. Beau Duckula
- 40. Mississippi Duck
- 41. Amnesiac Duck
- 42. Mysteries of the Wax Museum
- 43. Return of the Curse of the Secret of the Mummy's Tomb Meets Franken Duckula's Monster ...
- 44. Lost City of Atlantis
- 45. Bad Luck Duck

## Säsong 3 - 1990
- 46. Private Beak
- 47. Astro Duck
- 48. Unreal Estate
- 49. Bombay Duck
- 50. There are Werewolves at the Bottom of My Garden
- 51. Duck Ahoy
- 52. The Great Ducktective
- 53. Dead Eye Duck
- 54. The Show Must Go On
- 55. A Christmas Quacker
- 56. The Rest is History
- 57. O.O. Duck
- 58. Mystery Cruise

## Säsong 4 - 1993
- 59. Around the World in a Total Daze
- 60. Manhattan Duck
- 61. Alps-A-Daisy
- 62. Prince Duckula
- 63. Venice a Duck Not a Duck
- 64. A Mountie Always Gets His Duck
- 65. The Zombie Awakes

## Dubbning

### Engelska röster
- David Jason - Count Duckula
- Jack May - Igor
- Brian Trueman - Nanny
- Jimmy Hibbert - Dr Von Goosewing

### Svenska röster
- Andreas Nilsson - Greve Duckula
- Hans Jonsson - Dr Von Goosewing och Farmor
- Steve Kratz - div. roller
- Gunnar Ernblad - Igor
- Louise Raeder - div. roller